# Wallissche Ungleichungen
In der Analysis, einem der Teilgebiete der Mathematik, bezeichnet man als wallissche Ungleichungen (englisch Wallis’s inequalities) solche Ungleichungen, welche mit der nach dem Mathematiker John Wallis benannten Produktformel zusammenhängen. Diese Ungleichungen liefern Abschätzungen, die  den Zusammenhang zwischen der Doppelfakultätenfunktion und der Kreiszahl {\displaystyle \pi } beleuchten. Die wallisschen Ungleichungen wurden in einer Vielzahl von Arbeiten weiterführenden Untersuchungen unterworfen.

## Darstellung der Ungleichungen
Zwei der geläufigsten wallisschen  Ungleichungen sind folgende:
Für jede natürliche Zahl {\displaystyle n>0} gelten die Abschätzungen
{\displaystyle {\frac {1}{\sqrt {\pi \cdot (n+{\frac {1}{2}})}}}<{\frac {(2n-1)!!}{(2n)!!}}={\frac {(2n-1)\cdot (2n-3)\cdot \mathrm {} \cdots \mathrm {} \cdot 3\cdot 1}{2n\cdot (2n-2)\cdot \mathrm {} \cdots \mathrm {} \cdot 4\cdot 2}}<{\frac {1}{\sqrt {\pi \cdot n}}}}   .

### Folgerungen
Aus den obigen Ungleichungen lassen sich die folgenden Ungleichungen ableiten, die, wenn von einigen kleinen Indizes abgesehen wird, schwächer als die zuvorigen beiden sind:
Für jede natürliche Zahl {\displaystyle n>0} hat man
{\displaystyle {\sqrt {\frac {\frac {5}{4}}{4n+1}}}<{\frac {(2n-1)!!}{(2n)!!}}<{\sqrt {\frac {\frac {3}{4}}{2n+1}}}}   .
Wie Robert Alexander Rankin in seiner Monographie An Introduction to Mathematical Analysis zeigt, gewinnt man die letztgenannten Ungleichungen auch auf direktem Wege mit einem Induktionsbeweis.

## Verschärfungen
Ein Mathematiker namens Donat K. Kazarinoff zeigte im Jahre 1956 eine Verschärfung der oberen Abschätzung, nämlich:
Für jede natürliche Zahl {\displaystyle n>0} gilt
{\displaystyle {\frac {(2n-1)!!}{(2n)!!}}<{\frac {1}{\sqrt {\pi \cdot (n+{\frac {1}{4}})}}}}   .
Im Jahre 2005 bewiesen die beiden Mathematiker Chen Chao-Ping und Qi Feng eine Verschärfung der unteren Abschätzung, nämlich:
Für jede natürliche Zahl {\displaystyle n>0} gilt
{\displaystyle {\frac {1}{\sqrt {\pi \cdot (n+{\frac {4}{\pi }}-1)}}}\leq {\frac {(2n-1)!!}{(2n)!!}}}   .

## Zusammenhang mit dem wallisschen Produkt
Der oben angesprochene Zusammenhang zwischen der Doppelfakultätenfunktion und der Kreiszahl ergibt sich bei Berücksichtigung des folgenden Resultats, welches man in der Differential- und Integralrechnung II von G. M. Fichtenholz findet (und ebenfalls in der genannten Monographie von Rankin):
Für jede natürliche Zahl {\displaystyle n>0} ist
{\displaystyle {\Biggl [}{\frac {(2n)!!}{(2n-1)!!}}{\Biggr ]}^{2}\cdot {\frac {1}{2n+1}}<{\frac {\pi }{2}}<{\Biggl [}{\frac {(2n)!!}{(2n-1)!!}}{\Biggr ]}^{2}\cdot {\frac {1}{2n}}}
und folglich
{\displaystyle {\begin{aligned}{\frac {\pi }{2}}&=\lim _{n\rightarrow \infty }\left({\Biggl [}{\frac {(2n)!!}{(2n-1)!!}}{\Biggr ]}^{2}\cdot {\frac {1}{2n}}\right)\\&=\lim _{n\rightarrow \infty }\left({\Biggl [}{\frac {(2n)!!}{(2n-1)!!}}{\Biggr ]}^{2}\cdot {\frac {1}{2n+1}}\right)\\&=\lim _{n\rightarrow \infty }\left({\frac {2^{2}\cdot 4^{2}\cdot \mathrm {} \cdots \mathrm {} \cdot (2n-2)^{2}\cdot (2n)^{2}}{1\cdot [1\cdot 3]\cdot [3\cdot 5]\cdot \mathrm {} \cdots \mathrm {} \cdot [(2n-3)\cdot (2n-1)]\cdot [(2n-1)\cdot (2n+1)]}}\right)\\\end{aligned}}}   .